# Даниловичский сельсовет (Гомельская область)
Даниловичский сельсовет (белор. Данілавіцкі сельсавет) — административная единица на территории Ветковского района Гомельской области Республики Беларусь. Административный центр — агрогородок Даниловичи.

## История
С 29 ноября 2005 года исключены из данных по учёту административно-территориальных и территориальных единиц населённые пункты Выгор, Новые Лугинцы, Синий Остров.

## Состав
Даниловичский сельсовет включает 12 населённых пунктов:
- Борки — посёлок
- Даниловичи — агрогородок
- Замостье — деревня
- Зелёная Хвоя — посёлок
- Красный Пахарь — посёлок
- Новины — посёлок
- Первомайский — посёлок
- Пролетарский — посёлок
- Пыхань — деревня
- Средняцкий — посёлок
- Хрущёвка — посёлок
- Шевцов — посёлок

Упразднённые населённые пункты:
- Выгор — посёлок[1]
- Новые Лугинцы — посёлок[1]
- Синий Остров — посёлок[1]